# Pedrinhas Paulista (ort)
Pedrinhas Paulista är en ort i Brasilien.   Den ligger i kommunen Pedrinhas Paulista och delstaten São Paulo, i den södra delen av landet, 800 km söder om huvudstaden Brasília. Pedrinhas Paulista ligger 355 meter över havet och antalet invånare är 2 936.
Terrängen runt Pedrinhas Paulista är platt, och sluttar västerut. Runt Pedrinhas Paulista är det ganska glesbefolkat, med 23 invånare per kvadratkilometer.. Pedrinhas Paulista är det största samhället i trakten.
Trakten runt Pedrinhas Paulista består till största delen av jordbruksmark.